# همه گناهکاریم
همه گناهکاریم فیلمی به کارگردانی عزیزالله رفیعی و نویسندگی رحیم روشنیان محصول سال ۱۳۳۷ است.

## بازیگران
- حیدر صارمی
- فخری خوروش
- رحیم روشنیان
- علی زندی
- صادق بهرامی
- اصغر شریف
- حبیب کسمایی
- اشرف کاشانی
- حسین محسنی
- شمس
- نیکتاج صبری